# Meindert Klem
Meindert Gerrit Klem (Amsterdam, 16 oktober 1987) is een Nederlands roeier. Hij nam tweemaal deel aan de Olympische Spelen, in 2008 met de Holland Acht en in 2012 met de twee zonder stuurman.
Sinds 2001 doet hij aan roeien. In zijn sportcarrière heeft hij een aantal successen behaald, waaronder een bronzen medaille op het WK voor Junioren in de dubbel vier (2003), een vijfde plaats bij het WK onder 23 jaar in de skiff (2006) en een zevende plaats bij het WK onder 23 jaar in de dubbeltwee (2007).
Ook won hij in 2008 met de Holland Acht het Olympisch Kwalificatietoernoei in de acht met stuurman, waarmee hij zich plaatste voor de Spelen. Op de Spelen plaatste het Nederlandse team zich via de herkansing voor de finale. In de finale greep het team met een vierde plaats net naast een medaille.
In 2012 kwam hij met Nanne Sluis uit op de Olympische Zomerspelen 2012 in Londen op het onderdeel twee zonder stuurman. Na de serie (9e in 6.25,90), halve finale (6e in 7:13,7) werd het tweetal  vijfde overall door 7:05,12 te roeien in de kleine finale.
Meindert Klem is lid van de Amsterdamse Roeivereniging Willem III.

## Titels
- Nederlands kampioen (acht met stuurman) - 2008

## Palmares

### skiff
- 2006: 5e WK onder 23 jaar

### twee zonder stuurman
- 2012: 4e Wereldbeker I
- 2012: 9e Wereldbeker II
- 2012: 11e OS

### vier zonder stuurman
- 2010: 17e Wereldbeker III
- 2011: 10e Wereldbeker III

### dubbel twee
- 2007: 7e WK onder 23 jaar
- 2008: 12e Wereldbeker I
- 2008: 9e Wereldbeker II

### dubbel vier
- 2003:  WK junioren
- 2004: 12e WK junioren
- 2007: 10e Wereldbeker II
- 2007: 14e Wereldbeker III
- 2008:  Abcoude-Amsterdam (baanrecord C-vier)

### acht met stuurman
- 2008:  Olympisch Kwalificatietoernooi
- 2008: 4e Olympische Spelen van Peking
- 2009:  Wereldbeker III
- 2009:  WK
- 2010: 4e EK
- 2010: 4e WK
- 2011: 4e Wereldbeker I

Olivier Siegelaar · 
Rogier Blink · 
Jozef Klaassen · 
Meindert Klem · 
David Kuiper · 
Reinder Lubbers ·  
Mitchel Steenman · 
Olaf van Andel · 
Diederik Simon · 
Peter Wiersum (stuurman)